# Carlo Passaglia

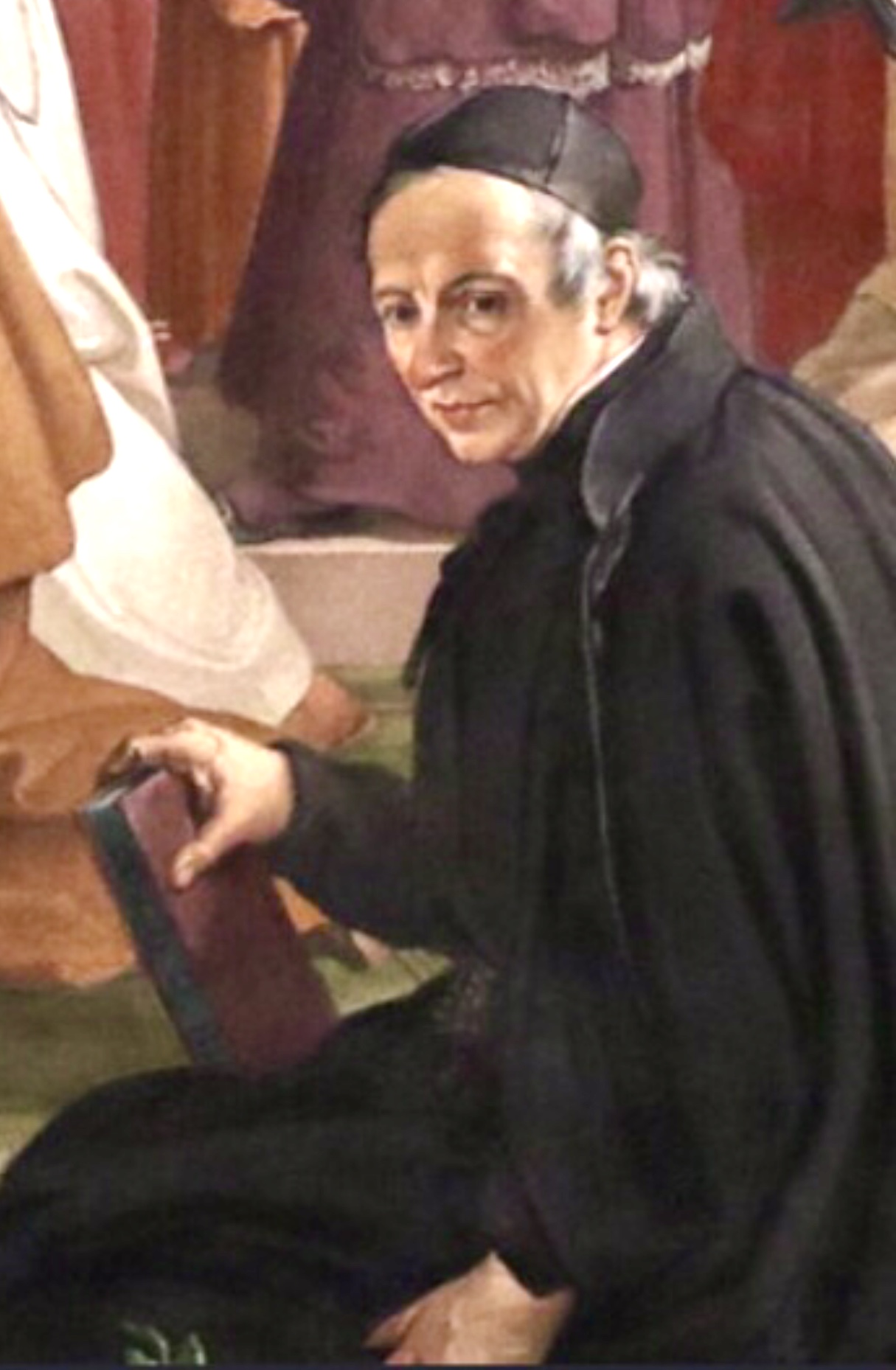
Detalle del fresco de Francesco Podesti, “Discussione del Dogma”, en la Salla dell’Immacolata Concezione en los Museos Vaticanos.

Carlo Passaglia (2 o 9 de mayo de 1812 en Luca, Italia - 12 de marzo de 1887 en Turín, Italia) fue  un teólogo católico, exjesuita y político italiano. Entre sus notables contribuciones se pueden mencionar la introducción de la corriente teológica de la Escuela de Tubinga en Italia, la definición del Dogma de la Inmaculada Concepción promulgado por el papa Pío IX, la apuesta por la pérdida del poder temporal del papa y la defensa de la libertad de la Iglesia en un Estado libre.

## Biografía

### Primeros años
Carlo Passaglia nació en Luca, Toscana, el 2 o el 9 de mayo de 1812. Fue hijo de Michele Carlo Passaglia y Maria Anna Celli (o Colli), ambos oriundos del barrio de San Concordio de Luca. No hay claridad sobre las ocupaciones de los padres de Passaglia: unos establecen que Michele Carlo era un comerciante y otros dicen que era un capitán del ejército, y, en cuanto a su madre, se dice que fue actriz de teatro.
Carlo fue bautizado en la Parroquia de Sant’Alessandro Maggiore. Las fuentes divergen sobre el lugar de sus primeros estudios. Unas establecen que recibió instrucción en el Colegio de Pisa, mientras otras dicen que fue educado en el seminario de San Martín, en la misma ciudad de Lucca. A sus quince años, en noviembre de 1827, Passaglia ingresa a la Compañía de Jesús. En Roma, se matricula como estudiante del Collegio Romano.

### Estudios en el Collegio Romano
Passaglia estudia Filosofía y Teología en el Collegio Romano. Ahí se vuelve discípulo, junto a Johann Baptist Franzelin, del célebre teólogo Giovanni Perrone. Los tres llegarán a ser colaboradores constantes. Tanto fue así que, un par de décadas más tarde, conformarán la escuela teológica conocida como “Escuela Romana”. Otros miembros notables de esta escuela serán Clemens Schrader, Josef Kleutgen y Matthias Joseph Scheeben. Dos de los sellos distintivos de esta escuela teológica fueron la influencia del Romanticismo católico de la Escuela de Tubinga y el rescate del Tomismo. Por eso, Passaglia y sus colegas representan los precursores del Neotomismo.

### Carrera como catedrático
Passaglia es nombrado Prefecto de Estudios en el Collegium Germanicum et Hungaricum en 1840. Entre 1841 y 1843 enseñó Derecho Canónico. Según Agostino Giovagnoli, este periodo en el Germanicum representa “el giro teológico” en el “pensamiento passagliano”. Y es que la teología romántica, especialmente, la Johann Adam Möhler es apropiada por Passaglia a partir de estos años.
Hacia 1844, Passaglia se doctoró en Filosofía, Teología, Matemáticas y Derecho. Cursó estudios de “lenguas orientales” y por un tiempo impartió clases de matemáticas en un colegio jesuita en Reggio Emilia. Tuvo que abandonar esta cátedra por haber caído enfermo. Finalmente, el 15 de agosto de 1845 hizo sus votos solemnes. Enseguida fue nombrado catedrático de Teología Dogmática en el Collegio Romano. Entre 1844 y 1845, Passaglia escribió un manuscrito titulado Synopsis de Gratia a propósito de los conceptos de la “gracia creada” y la “gracia increada”.
La cátedra de Passaglia fue interrumpida en 1848, poco antes de la irrupción de la Revolución en los Estados Pontificios. El papa Pío IX había aconsejado al Prepósito General, Jan Roothaan, que los jesuitas salieran de Roma. El motivo estribaba en el odio generalizado que los nacionalistas italianos habían entrañado en contra de los jesuitas. Detrás de este sentimiento antijesuítico estaban varias obras de respetados pensadores italianos que defendían que los jesuitas eran un obstáculo para el progreso de la unificación italiana. Especialmente, la obra más virulenta y más circulada fue Il Gesuita Moderno, de Vincenzo Gioberti.

### Exilio y retorno
Passaglia salió de Roma con el resto de los jesuitas. Entre 1848 y 1850, se estableció en Inglaterra. Conoció a John Henry Newman y, por su intermediación, pudo conocer la Universidad de Oxford. En este par de años en exilio, Passaglia también acude a las universidades en Bélgica (Lovaina) y en Francia.
En enero de 1850, una vez que las tropas francesas hubieron vencido a la insurgencia nacionalista, Passaglia regresa al Collegio Romano a reanudar sus lecciones. En el año de su retorno, comienza a escribir sus Commetariorum Theologicorum. Éstos versan sobre diferentes asuntos, entre los que destacan sus reflexiones sobre el credo y sobre la Trinidad. Es, precisamente, durante su retorno al Collegio Romano cuando Passaglia comienza a escribir sus obras teológicas donde madura su pensamiento.

### La definición del Dogma de la Inmaculada Concepción
El papa Pío IX, desde que fue electo como pontífice, tenía mucho interés por elevar a rango de Dogma la Inmaculada Concepción de María —esto es, que María nació sin la mancha del Pecado Original y por eso Cristo encarnó en su vientre—. El mentor de Passaglia, Giovanni Perrone, S.J., escribió en 1847 un tratado voluminoso sobre la posibilidad de definir el dogma. Se tituló De Immaculato Beatae Virginis Conceptu: An Dogmatico decreto definiri possit?, donde defendió que la definición era factible. El papa leyó esta obra y la aplaudió, tras lo cual convocó una comisión de veinte teólogos para que votaran la definición del dogma. 
Llegó, sin embargo, el año de la Revolución (1848) y el papa tuvo que salir exiliado a Gaeta. En el exilio, consultó al cardenal Lambruschini si debía definir el dogma. Éste contestó diciendo que era preciso consultar al episcopado del mundo entero. Pío IX, entonces, publica la encíclica Ubi primum en febrero de 1849, en la cual el papa pedía que los obispos dijeran si estaban de acuerdo, o no, con la definición del dogma. La encíclica dice lo siguiente:
Hemos pensado […], Venerables Hermanos, en escribirles esta Carta para estimular su distinguida piedad y su celo pastoral y para inculcarles, con toda premura, el deseo, según vuestro prudente juicio, de proclamar y realizar plegarias públicas en vuestras diócesis, para que el clementísimo Padre de toda luz se digne iluminaros con la luz de su divino Espíritu, para que en algo de tal importancia tomemos la deliberación que mejor corresponda a la mayor gloria de su Nombre, a la alabanza de la beatísima Virgen y a la utilidad de la Iglesia militante. También deseamos ardientemente que, con la mayor solicitud posible, se dignen hacernos saber cuál es la devoción que anima a vuestro clero y a vuestro pueblo cristiano respecto a la Concepción de la Virgen Inmaculada, y con qué intensidad demostráis que queréis que la cuestión sea definida por la Sede Apostólica, pero, sobre todo, Venerables Hermanos, nos encantaría saber cuáles son sus pensamientos y deseos al respecto.
De las 603 respuestas que enviaron los obispos, 543 expresaban su consentimiento de definir el dogma. Entre 1850 y 1854, Pío IX consultó a tres teólogos para la redacción de la bula donde definiría el dogma. El primero fue Perrone, quien escribió un borrador titulado Deus Omnipotens. En segundo teólogo fue el benedictino Dom Guéranger. Éste escribió el borrador Quemadmodum Deus. Finalmente, el tercer teólogo consultado fue Passaglia, quien trabajó sobre el borrador titulado In Mysterio.
El esquema de Passaglia fue sometido al escrutinio de la comisión de veintiún obispos que convocó Pío IX entre septiembre y noviembre de 1854. No se admitió el esquema por el exceso de referencias patrísticas, quizás demasiado áridas. Tras la redacción de un esquema más, hecho por Monseñor Pacifici, del 1 de diciembre, una comisión de cuatro cardenales —compuesta por Monseñores Wiseman, Santucci, Brunelli y Caterini— aprobó el último borrador. La fecha de promulgación del dogma fue el 8 de diciembre, con la bula Ineffabilis Deus.
En medio de esta proclamación, Passaglia publicó la investigación que realizó para su borrador (In Mysterio), dividida sus tres volúmenes (1854-1855): De immaculato Deiparae semper Virginis conceptu.

### Salida de la Compañía de Jesús
Clemens Schrader y Passaglia colaborarán muy cercanamente en el Collegio Romano entre 1855 y 1857. Esta estrecha colaboración inspiró muy pronto rumores acerca de una posible relación homosexual entre ambos jesuitas.

El Prepósito General, Pieter Jan Beckx, informó a la Inquisición —presidida por Vincenzo Leone Sallua, O.P.— que había recibido una carta de la Virgen María donde se exigía la separación de Passaglia y Schrader. La carta fue entregada al comisario y decía lo siguiente:
Paternidad:
Con todo el ardor de mi corazón le pido en nombre de Dios no dudar en ningún momento de separar al desafortunado Passaglia de su Compañero Schiader [sic]. Recuerde que en su conciencia usted es responsable de la Compañía [de Jesús]. Ay, ay de usted si no liberal al Colegio definitivamente del desafortunado Passaglia, y de aquéllos que no se comportan debidamente, y lo transfiere a otras Casas y nombre a otra persona en lugar de Passaglia, y hará lo mismo para los otros. Usted debe hacer esto si no quiere echarse a llorar por infelicidad. Tenga cuidado de no dejar que otros motivos u otras autoridades lo prevengan, pues la Compañía está en su conciencia, y por esto usted deberá responder ante Dios. ¡Tenga presente la voluntad de Dios sobre esto! Esto se hace por el amor que tengo para mi querida Compañía, Su Paternidad y todos sus hijos. Lo exhorto, una vez más, envíe al desafortunado Passaglia y a su Compañero y a otros que se han ganado semejante corrección lejos de Roma, o traerán la ira de Dios sobre la Compañía. Así que considere que usted es el Superior, y Dios le ha dado la autoridad de comandar definitivamente lo que le he dicho. Si quiere saber quién es la que le ha dado esta advertencia y le ha escrito, es
Marie 
El historiador Hubert Wolf, en su libro Las monjas de Sant’Ambrogio, resolvió el misterio de la identidad de quién escribió esta carta. La Maestra de Novicias del convento de Sant’Ambrogio de Roma, sor Maria Luisa, pidió a una novicia, sor Maria Francesca, que escribiera cartas como si vinieran de la Virgen María. Esa carta, en particular, fue escrita hacia la primavera de 1857. El rumor de la homosexualidad de Passaglia —según Hubert Wolf— fue divulgado por el confesor de sor María Luisa, Joseph Kleutgen, S.J. Él habría sido el instigador de la carta.
Como quiera que haya sido, al parecer la carta surtió sus efectos. El Prepósito General, en agosto de ese mismo año, gestionó el traslado de Clemens Schrader a Viena. El motivo oficial establecía que Schrader hablaba alemán, y por eso debía estar en un entorno germanoparlente. Passaglia protestó por parecerle un motivo completamente infundado. Acudió directamente al Prepósito para disuadirlo. Esta acción fue interpretada como un desacato, lo cual era considerado como una acción grave entre los jesuitas por el rigor de la obediencia. 
En otoño de ese mismo año de 1857, Passaglia se enfermó del estómago, y más tarde desarrolló un tumor en la axila que tuvo que sobrellevar hasta su muerte. Passaglia al año siguiente quiso retomar su cátedra, pero lo asediaba un sentimiento de soledad. Por eso, solicitó su defección de la Compañía de Jesús. Deja de ser jesuita el 29 de enero de 1859.

### La posición antitemporalista de Passaglia
El papa Pío IX no quiso prescindir de Passaglia, por lo cual, tras su salida de la Compañía, por mediación del Prefecto de la Congregación de los Estudios, el cardenal Vincenzo Santucci, lo colocó en la Escuela de La Sapienza de la Universidad Romana. Impartió lecciones de Metafísica.
A la sazón, esta institución contaba entre sus catedráticos a varios simpatizantes de los liberales italianos. Entre ellos estaban el catedrático de medicina, Carlo Maggiorani —un miembro del Comité Nacional Romano— y Giovanni Perusini.
Aunque no está claro cuándo fue que Passaglia comenzó a simpatizar con el movimiento nacionalista, fue en su periodo en La Sapienza, en 1860, cuando publicó su opúsculo Il pontefice e il principe, donde postulaba que el poder temporal del papa podía ser abandonado sin que esto afectara a la Iglesia.
En 1859, el Reino de Cerdeña, liderado por el rey Víctor Emanuel II y su primer ministro, Camillo Cavour, era la bandera bajo la cual los nacionalistas italianos estaban reunidos. Para esa fecha, se consideraba que el Reino de Cerdeña sería el que posibilitaría la unión de los italianos bajo un solo país. A esto se oponía la Santa Sede, pues además los nacionalistas querían que su capital fuera Roma. El primer ministro, Cavour, buscó la manera de empezar el diálogo con la Santa Sede. Acudió al reputado médico de Roma, Diomede Pantaleoni, para que él encontrara la manera de negociar. Ese año de 1859 era propicio porque los enemigos del Reino de Cerdeña —Francia y Austria— estaban siendo neutralizados. Por eso, era oportuno concertar la negociación con la Santa Sede.
Diomede Pantaleoni se acercó a su amigo de La Sapienza, Carlo Passaglia, para que él sirviera como el principal actor a favor de la Santa Sede. Ambos redactan un memorándum en diciembre de 1860. Ahí se planteó que el papa debería abandonar su poder temporal, pero, a cambio, podría conservar varios privilegios. Entre ellos, conservaría su cuerpo diplomático, su autonomía respecto a las decisiones de otros soberanos, sus propiedades, el derecho a comunicarse directamente con los católicos del mundo, y el Estado no podría intervenir en el nombramiento de obispos y reconocería el derecho del clero a la enseñanza. Después de intensas negociaciones, realizadas ininterrumpidamente entre noviembre de 1860 y febrero de 1861, ni Cavour, ni Napoleón III, ni el papa Pío IX admitieron las cláusulas de los arreglos.
El 17 de marzo de 1861, Víctor Emanuel II es nombrado rey de Italia. La Santa Sede expide la alocución Jam dudum cernimus reprobando este nombramiento. Pío IX adoptó una actitud extremadamente intransigente a la idea de la pérdida de los Estados Pontificios. A partir de esta postura, todo ciudadano romano que apoyara al rey sería aprehendido. Se giró una orden de aprehensión contra Diomede Pantaleoni, pero éste huyó a Turín.
En septiembre de 1861, Passaglia publicó bajo el pseudónimo “Ernesto Filalete” la Epistula Pro causa italica ad episcopos catholicos (Carta al obispo católico a favor de la causa italiana). En este opúsculo, declaraba que el poder temporal del papa no era un dogma de fe, y por ende no afectaba en nada a la Iglesia que se abandonara. Sin embargo, aseguraba también que el obispado de Roma no podía serle usurpado al papa y por ende debía permanecer en la silla de San Pedro. El opúsculo fue condenado y se añadió al Índex.
Debido a que Passaglia reveló que él había escrito ese opúsculo, el 19 de octubre de 1861, la policía acudió al Palazzo Spada en busca de Passaglia para arrestarlo. Él residía en el palacio porque fungía como capellán privado de la propietaria, una noble inglesa convertida al catolicismo, Helen Foljambe. Passaglia pudo escapar de la policía gracias a los contactos de Foljambe. Se refugió primero en Sabina, luego en Poggio Mirteto, y finalmente en Turín.

### Passaglia en Turín
Passaglia fue excomulgado por la Iglesia. Asumió la cátedra de Filosofía Moral en la Universidad de Turín e inició la publicación semanal de Il Mediatore (1862-1866). Ésta fue circulada discretamente y tenía el propósito de convencer al bajo clero de que el poder temporal papa no era materia de fe. Probablemente a raíz de esta publicación Passaglia escribió la Petizione di novemila sacerdoti a S. Santità Pio IX e ai vescovi cattholici coi esso uniti (1862). En este opúsculo presentaba las firmas de 8,943 sacerdotes donde se pedía nuevamente que el papa renunciara al poder temporal. También dirigió el periódico La Pace (1863-1864).
En 1863 fue electo como diputado y, en algunas de sus locuciones, propuso la promulgación de una constitución civil del clero. Por estas actividades políticas, y por sus empeños en propagar ideas antitemporalistas, fue suspendido a divinis.
La década de los sesenta del siglo XIX fue, para Passaglia, también una época de actividad intelectual. Publicó opúsculos como “Della scomunica; La questione dell’indipendenza ed unità d’Italia dinanzi al clero; Lo scisma non è una minaccia dei rivoluzionarii ma una giusta apprensione dei cattolici; Obbligo del vescovo di Roma e pontefice massimo di risiedere in Roma quantunque metropoli del regno italico”.
Asimismo, continuó reprobando la actitud que tomaba la Santa Sede sobre “la civilización moderna”. Cuando se proclamó la encíclica Quanta Cura, con su anexo, el Syllabus Errorum, donde se condenaban los “errores” de la “civilización moderna”, Passaglia publicó su Sopra l’Enciclica pubblicata il 22 dicembre 1864 e sopra le LXXX proposizioni il giorno medesimo condannate. Domande riverenti (1865). Todas estas críticas no le impidieron seguir reconociéndose como un católico convencido.
En el ámbito de la filosofía profana, también figuró con relevancia en las discusiones intelectuales. Esto se percibe en su colaboración con la revista Il campo dei filosofi italiani, que era el órgano del ontologismo moderado; y en el periódico Il Gerdil, de Giuseppe Allievo.

### Intentos de reconciliación con la Santa Sede y muerte
El teólogo Maurizio Arpino, entre 1866 y 1867, pidió al obispo de Mondovì, Giovanni Tommaso Ghilardi, que convenciera al papa Pío IX de que perdonara a Passaglia. El pontífice ya había pedido al Santo Oficio que encontrara una manera de reconciliación con el teólogo. El papa estaba dispuesto a perdonar a Passaglia, siempre y cuando declarara abiertamente que se retractaba de sus ataques a la Iglesia. Passaglia aseguró que nunca atacó a la Iglesia y que todo su pensamiento estaba volcado al beneficio de la Iglesia.
Las tentativas de reconciliación no avanzaron porque la Santa Sede exigía una retractación pública, en tanto que Passaglia continuó afirmando que sus posturas no eran anticatólicas. Se sabe que, entre 1867 y 1887, Passaglia redactó, al menos, seis cartas pidiendo la reconciliación.
Los jerarcas de la Santa Sede no estaban dispuestos a reconciliarse con Passaglia hasta que éste afirmara su culpa total. En 1882, ya bajo el pontificado de León XIII, el jesuita Enrico Vasco, S.J. intercedió por la causa de Passaglia. Las comunicaciones continuaron siendo ambiguas, hasta que en los últimos días de la vida de Passaglia llegan informes a la Santa Sede de su retractación final y la recepción de los últimos sacramentos, por medio del cardenal Alimondo, con lo cual quedó patente la pertenencia al seno de la Iglesia de Carlo Passaglia hasta su muerte, por una “parálisis en la garganta”, el 12 de marzo de 1887. 

## Obras
- Synopsis de Gratia, Roma (1844/1845)
- Commentariorum Theologicorum (1850-1851)
  - PARS PRIMA DE ECCLESIAE JURE in sanciendis profitendae fidei formulis , de divinae trinitatis ratione invetustioribus symbolis expressa, de theologia unita et distincta.
  - Pars II. De ecclesiaetica significatione τῆς οὐσιασ quum de divina trinitate sermo est, de testtimoniis scripturarum quinus eadem adprobator
- Conferencias, editadas por La Civiltà Cattolica (1852)
- De Ecclesia Christi. Commentariorum libri quinque (1853–56)
- De Deo creante , ad supernaturalem ordinem provehente , reparante et remunerante
- De aeternitate poenarum (1854)
- De ecclesia Christi commentariorum libri quinque. 1, Quo primus et alter liber continentur (1853-1856)
- De Immaculato Conceptu B. Mariae Virginis, 3 vols. (1855)
- Sul Divorzio (1861)
- Refutación de Renan (1864)
- Sobre la encíclica publicada el 22 de diciembre de 1864
- La causa di S. E. il Cardinale Girolamo d’Andrea esposta e difesa in 4 lettere di Erasmo Cattolico sullo stesso argomento (1867)
- La dottrina di San Tommaso secondo l’enciclica di Leone XIII. Studi (1880)